# A Tale of the Australian Bush
A Tale of the Australian Bush è un cortometraggio muto del 1911 diretto da Gaston Mervale. Mervale diresse Louise Carbasse in dieci film. Tra gli attori, il regista (e attore) statunitense Harry Beaumont.

## Produzione
Il cortometraggio, con il titolo di lavorazione Ben Hall, the Notorious Bushranger, fu prodotto dall'Australian Life Biograph Company. La compagnia, attiva negli anni 1911-1912, fallì nel maggio 1912, inglobata dall'australiana Universal Pictures.

## Distribuzione
Il film uscì nelle sale cinematografiche australiane il 3 ottobre 1911.

## Date di uscita
IMDb
- Australia	3 ottobre 1911

Alias
- A Tale of the Australian Bush  Australia (titolo)
- Ben Hall, the Notorious Bushranger Australia (titolo di lavorazione)